# Czudej
Czudej (ukr. Чудей) – wieś na Ukrainie, w obwodzie czerniowieckim, w rejonie czerniowieckim, siedziba hromady. Miejscowość etnicznie rumuńska.
W 2001 liczyła 5265 mieszkańców, spośród których 714 wskazało jako ojczysty język ukraiński, 207 rosyjski, 9 mołdawski, 4321 rumuński, 1 bułgarski, 6 polski, a 7 inny. W 2024 liczyła 5500 mieszkańców.
Znajduje tu się stacja kolejowa Meżyriczczia.